# Інсбруцький університет
Інсбруцький університет імені Леопольда і Франца (нім. Leopold-Franzens-Universitat Innsbruck) — навчальний заклад у місті Інсбрук, Австрія, має статус університету з 1669 року.
Сьогодні — найбільший освітній центр австрійської землі Тіроль і третій у країні за кількістю студентів після Віденського та Ґрацького університетів.

## Історія
У 1562 році в Інсбруку було засновано єзуїтську школу граматики (зараз «Інсбруцька академічна гімназія»), яка фінансувалася соляними шахтами в місті Галл-ін-Тіроль. В 1669 році указом імператора Леопольда I школу булу перетворено на університет з чотирма факультетами. Пізніше статус навчального закладу був знижений до ліцею, але в 1826 році імператор Франц II відновив університет під назвою «Інсбруцький університет». Тож зараз у повній назві університету присутні імена обох його засновників.
У 1904 році при виші мали відкрити правничий факультет з навчанням італійською мовою. Внаслідок заворушень, спровокованих німцями, незважаючи на прибуття численної делегації італійців, натовп знищив приміщення, італійські дипломати ледь «винесли ноги», кореспонденти були побиті тощо.
У 2005 році в бібліотеці університету були знайдені копії листів, написаних імператорами Фрідріхом II і Конрадом IV. Їх привезли до Інсбрука у XVIII столітті з колишнього монастиря, що знаходився в місті Шнальс.

## Факультети
У 2004 році університет був реорганізований і 6 факультетів, що існували раніше, було розділено на 15 нових.
- Факультет католицької теології
- Юридичний факультет
- Факультет маркетингу
- Факультет політології та соціології
- Факультет економіки та статистики
- Освіти, робочої комунікації і психотерапії
- Факультет історії філософії
- Факультет філософії та культурології
- Біологічний факультет
- Факультет хімії та фармакології
- Факультет географії і атмосфери
- Факультет математики, інформатики та фізики
- Факультет психології та спорту
- Архітектурний факультет
- Будівельний факультет

З 1 січня 2004 року медичний факультет було виокремлено зі складу університету і він став окремим вишем під назвою Інсбруцький медичний університет.

## Будинки й цікаві місця
Кампусу в університеті не має, оскільки будівлі університету розташовані в різних частинах міста. Найважливіші з них:
- Будинок теологічного факультету, що відкрився у 1562 році як єзуїтська школа, а також єзуїтська церква, що використовувалась університетом.
- Будинок університетської бібліотеки, відкритої в 1924 році.
- Будинок наукового та будівельного факультетів, відкритих в 1969 році.
- Прибудова до головної будівлі «Geiwi tower» для колишнього факультету паранормальних наук, споруджена в 1976 році.
- Будинок факультету соціальних наук, побудований на базі колишніх бараків в 1997 році.
- Декілька клінік медичного університету, що стали Державними тірольським лікарнями
- Ботанічний сад університету

## Визначні викладачі й випускники
- Йосип (Сліпий) — предстоятель Української Греко-Католицької Церкви.
- Йозеф Віцкі — швейцарський історик.
- Андрій (Іщак) — блажений Української греко-католицької церкви, мученик
- Ганс Фішер — хімік, лауреат Нобелівської премії з хімії 1930 року.
- Віктор Франц Гесс — фізик, лауреат Нобелівської премії з фізики 1936 року.
- Шептицький Климентій Казимир — священик, блаженний Архимандрит Унівський, УГКЦ
- Федоров Леонтій Леонід — священик, блаженний Екзарх Російської греко-католицької церкви, мученик
- Теодор Ґартнер — мовознавець
- Антон Кернер — австрійський ботанік.
- Діонізій Шолдра — український живописець, архітектор та реставратор
- Богдан-Тадей Галайчук — український правник, політолог, публіцист, науковець.
- Іво Санадер — хорватський політик
- Рудольф Агстнер — австрійський дипломат та історик.
- Юрій Фединський — український правник.
- Александер Ван дер Беллен — федеральний президент Австрії.

## Університет Інсбрука в популярній культурі
- У комп'ютерній грі Half-Life, доктор Гордон Фрімен почав вивчати телепортацію після ознайомлення з дослідженнями, проведеними в університеті Інсбрука.